# Richard Boone
Pour les articles homonymes, voir Boone.
Richard Boone, né le 18 juin 1917 à Los Angeles et mort le 10 janvier 1981 à Saint Augustine, est un acteur américain de films de série B et de télévision.  

## Biographie
Figure secondaire du cinéma américain des années 1950 et 1960, Richard Boone (descendant de l'explorateur Daniel Boone) promène sa solide carrure dans de nombreux films dont Alamo de son ami John Wayne qu'il retrouve plusieurs fois par la suite (Big Jake, Le dernier des géants) ou encore dans L'Arrangement avec Kirk Douglas. Il est également très présent à la télévision, on peut citer : la série western Hec Ramsey ainsi que Comme en plein jour où il interpréte le rôle d'un acteur devenu aveugle.
Il meurt, à l'âge de 63 ans, d'un cancer et d'une pneumonie le 10 janvier 1981 à Saint Augustine.

## Filmographie
- 1950 : Okinawa, de Lewis Milestone
- 1951 : Aventure à Tokyo (Call Me Mister) de Lloyd Bacon
- 1951 : Le Renard du désert (The Desert Fox: the Story of Rommel), de Henry Hathaway
- 1952 : La Loi du fouet (Kangaroo), de Lewis Milestone
- 1952 : Le Gaucho (Way of a Gaucho), de Jacques Tourneur
- 1952 : Duel dans la forêt (Red Skies of Montana), de Joseph M. Newman
- 1952 : Return of the Texan, de Delmer Daves
- 1953 : La Cité des tueurs (City of Bad Men), d'Harmon Jones
- 1953 : Le Cirque en révolte (Man on a Tightrope) d'Elia Kazan
- 1953 : Le crime était signé (Vicki) d'Harry Horner
- 1953 : La Tunique (The Robe) de Henry Koster : Ponce Pilate
- 1953 : Tempête sous la mer (Beneath the 12-Mile Reef), de Robert D. Webb
- 1954 : La police est sur les dents (en) (Dragnet), de Jack Webb
- 1954 : L'Attaque de la rivière rouge (The Siege at Red River), de Rudolph Maté
- 1955 : Dix hommes à abattre (Ten wanted men), de H. Bruce Humberstone
- 1955 : Le Grand Couteau (The Big Knife), de Robert Aldrich
- 1955 : L'Homme qui n'a pas d'étoile (Man without a Star), de King Vidor
- 1956 : Brisants humains (Away All Boats) de Joseph Pevney
- 1957 : Racket dans la couture (Garment Jungle) de Robert Aldrich et Vincent Sherman
- 1957 : L'Homme de l'Arizona (The Tall T) de Budd Boetticher : Franck Usher
- 1957 : Lizzie, d'Hugo Haas
- 1958 : J'enterre les vivants (I Bury the Living) d'Albert Band
- 1960 : Alamo, de John Wayne
- 1961 : Tonnerre Apache (A Thunder of drums), de Joseph M. Newman
- 1964 : Rio Conchos, de Gordon Douglas
- 1965 : Le Seigneur de la guerre (The War Lord), de Franklin J. Schaffner
- 1967 : Hombre, de Martin Ritt
- 1968 : La Nuit du lendemain[2] (The Night of the Following Day)
- 1969 : La Lettre du Kremlin (The Kremlin Letter), de John Huston
- 1969 : L'Arrangement (The Arrangement), de Elia Kazan
- 1970 : Madron de Jerry Hopper
- 1971 : Big Jake, de George Sherman et John Wayne
- 1976 : Les Impitoyables (Diamante Lobo), de Frank Kramer : le shérif
- 1976 : Le Dernier des géants (The Shootist), de Don Siegel
- 1977 : Le Dernier Dinosaure (The Last Dinosaur), de Alexander Grasshoff et Shusei Kotani
- 1978 : Le Grand Sommeil, de Michael Winner
- 1979 : Qui a tué le président ?, de William Richert

## Voix françaises
| - Claude Bertrand dans : - Brisants humains - Le Seigneur de la guerre - Hombre - Cimarron (série télévisée) - Côtes de Kona - La Nuit du lendemain - Le sabre de Bushido - Henry Djanik dans : - L'Arrangement - Le Dernier des géants - Le Dernier Dinosaure - Jean-Claude Michel dans : - Dix hommes à abattre - Le Grand Couteau (voix du narrateur) - Serge Nadaud dans : - Le Gaucho - La Tunique - André Valmy dans : - Rio Conchos - La Lettre du Kremlin - Jean Violette dans : - Racket dans la couture - Les Impitoyables | et aussi - Jean Brochard dans Okinawa - Georges Atlas dans Le renard du désert - Jean Lagache dans Le Raid - Pierre Hatet dans L'attaque de la rivière rouge - Pierre Leproux dans L'Homme qui n'a pas d'étoile - Marc de Georgi dans L'Homme de l'Arizona - Georges Riquier dans L'inconnu de Las Vegas (voix du narrateur) - Jean Martinelli dans Alamo - Georges Aminel dans Tonnerre Apache - Jean Davy dans Big Jake - Raymond Loyer dans Le Grand Sommeil - Michel Barbey dans Qui a tué le président ? |